# Arne Beeker
Arne Beeker, Pseudonym Roman Hinze (* um 1965) ist ein deutscher Dramaturg, Autor und Übersetzer.  

## Leben
Arne Beeker promovierte an der Universität Münster in den Fächern Physik und Mathematik und arbeitete als Lehrer an einem Kölner Gymnasium. Seit 2012 ist er Musical-Dramaturg am Landestheater Linz und arbeitet u. a. mit Regisseur Matthias Davids, dem Spartenleiter Musical am Musiktheater Linz, zusammen.
Unter dem Namen Roman Hinze ist er als Übersetzer zahlreicher Musicals bei verschiedenen Verlagen tätig. Er übersetzte ins Deutsche etwa die Stücke Die Hexen von Eastwick, The Wiz, Show Boat oder Dracula von Frank Wildhorn, auch Musicals von George Gershwin und Stephen Sondheim übersetzte er. Außerdem ist er als Bearbeiter von Musiktheaterwerken und Autor von Musicals tätig. Er ist Mitglied der Deutschen Musicalakademie.